# 김재호 (축구인)
김재호(한국 한자: 金才鎬, 1979년 3월 17일 ~ )는 대한민국의 전 축구 선수이자 현재 축구 지도자로 선수로 활동할 당시 포지션은 공격수였으며 현재 수원 삼성 블루윙즈 U-15팀인 매탄중학교 축구부에서 코치를 맡고 있다.